# Seznam jezer v Německu
Seznam jezer v Německu (německy jezero – dohromady se jménem ...see nebo zvlášť See) zahrnuje všechny vodní plochy v Německu.

## Podle rozlohy
| jezero                               | typ          | rozloha km² | nadmořská výška m | hloubka m | spolková země                                        | odtok (povodí, úmoří)                                                               |
| ------------------------------------ | ------------ | ----------- | ----------------- | --------- | ---------------------------------------------------- | ----------------------------------------------------------------------------------- |
| Bodamské jezero (Bodensee)           | ledovcové    | 305,75      | 395,6             | 254,0     | Bavorsko, Bádensko-Württembersko                     | Rýn (Severní moře)                                                                  |
| Müritz                               | ledovcové    | 112,60      | 62,0              | 31,0      | Meklenbursko-Přední Pomořansko                       | Reeckkanal do Elde, Bolter Kanal a Mirower Kanal do Havoly (Labe, Severní moře)     |
| Chiemské jezero (Chiemsee)           | ledovcové    | 79,90       | 518,0             | 73,4      | Bavorsko                                             | Alz (Inn, Dunaj, Černé moře)                                                        |
| Zvěřínské jezero (Schweriner See)    | ledovcové    | 61,54       | 37,0              | 52,4      | Meklenbursko-Přední Pomořansko                       | Wallensteingraben (Baltské moře), Störkanal (Elde, Labe, Severní moře)              |
| Starnberské jezero (Starnberger See) | ledovcové    | 56,36       | 596,0             | 127,8     | Bavorsko                                             | Würm (Amper, Isar, Dunaj, Černé moře)                                               |
| Ammersee                             | ledovcové    | 46,60       | 533,0             | 81,1      | Bavorsko                                             | Amper (Isar, Dunaj, Černé moře)                                                     |
| Plauer See                           | ledovcové    | 38,40       | 62,0              | 25,5      | Meklenbursko-Přední Pomořansko                       | Elde (Labe, Severní moře)                                                           |
| Kummerower See                       | ledovcové    | 32,55       | 0,5               | 23,3      | Meklenbursko-Přední Pomořansko                       | Pěna (Peenestrom, Baltské moře)                                                     |
| Steinhuder Meer                      | ledovcové    | 29,10       | 38,0              | 2,9       | Dolní Sasko                                          | Meerbach (Vezera, Severní moře)                                                     |
| Großer Plöner See                    | ledovcové    | 28,40       | 21,0              | 56,2      | Šlesvicko-Holštýnsko                                 | Schwentine (Kieler Förde, Baltské moře)                                             |
| Schaalsee                            | ledovcové    | 23,40       | 34,8              | 71,0      | Šlesvicko-Holštýnsko, Meklenbursko-Přední Pomořansko | Schaalsee-Kanal (Wakenitz, Trave, Baltské moře), Schaale (Sude, Labe, Severní moře) |
| Selenter See                         | ledovcové    | 21,40       | 37,2              | 36,0      | Šlesvicko-Holštýnsko                                 | Mühlenau do Kieler Bucht, Salzau do Hagener Au a Kieler Förde (Baltské moře)        |
| Kölpinsee                            | ledovcové    | 20,30       | 62,1              | 30,0      | Meklenbursko-Přední Pomořansko                       | Fleesenkanal do Fleesensee (Elde, Labe, Severní moře)                               |
| Geiseltalsee                         | rekultivační | 18,40       | 98,1              | 78,0      | Sasko-Anhaltsko                                      | bez odtoku (Sála, Labe, Severní moře)                                               |
| Tollensesee                          | ledovcové    | 17,60       | 14,8              | 33,0      | Meklenbursko-Přední Pomořansko                       | Tollense (Pěna, Peenestrom, Baltské moře)                                           |
| Walchensee                           | ledovcové    | 16,40       | 800,1             | 192,0     | Bavorsko                                             | Walchenseekraftwerk, Jachen (Isar, Dunaj, Černé moře)                               |
| Forggensee                           | přehradní    | 15,20       | 785,0             | 40,0      | Bavorsko                                             | Lech (Dunaj, Černé moře)                                                            |
| Krakower See                         | ledovcové    | 15,10       | 47,6              | 28,0      | Meklenbursko-Přední Pomořansko                       | Nebel (Varnava, Baltské moře)                                                       |
| Malchiner See                        | ledovcové    | 14,40       | 0,8               | 10,0      | Meklenbursko-Přední Pomořansko                       | Dahmer Kanal, Peenekanal (Pěna, Peenestrom, Baltské moře)                           |
| Großer Goitzschesee                  | rekultivační | 13,30       | 75,0              | 48,0      | Sasko-Anhaltsko                                      | Mulda (Labe, Severní moře)                                                          |
| Sedlitzer See                        | rekultivační | 13,30       | 101,0             | 27,0      | Braniborsko                                          | Černý Halštrov (Labe, Severní moře)                                                 |
| Senftenberger See                    | rekultivační | 13,00       | 99,0              | 25,0      | Braniborsko                                          | Černý Halštrov (Labe, Severní moře)                                                 |
| Bärwalder See                        | rekultivační | 12,80       | 125,0             | 50,0      | Sasko                                                | Schwarzer Schöps (Spréva, Havola, Labe, Severní moře)                               |
| Ratzeburger See                      | ledovcové    | 12,60       | 3,4               | 24,0      | Šlesvicko-Holštýnsko                                 | Wakenitz (Trave, Baltské moře)                                                      |
| Dümmer                               | ledovcové    | 12,50       | 37,0              | 2,0       | Dolní Sasko                                          | ramena Hunte: Lohne, Grawiede, Wätering, Omptedakanal (Vezera, Severní moře)        |
| Scharmützelsee                       | ledovcové    | 12,10       | 38,3              | 29,0      | Braniborsko                                          | Wendisch Rietzer Fließ (Dahme, Spréva, Havola, Labe, Severní moře)                  |
| Edersee                              | přehradní    | 11,80       | 248,0             | 41,0      | Hesensko                                             | Eder (Fulda, Vezera, Severní moře)                                                  |
| Schwielochsee                        | ledovcové    | 11,50       | 40,8              | 8,0       | Braniborsko                                          | Spréva (Havola, Labe, Severní moře)                                                 |
| Fleesensee                           | ledovcové    | 10,80       | 62,0              | 6,0       | Meklenbursko-Přední Pomořansko                       | Elde (Labe, Severní moře)                                                           |
| Möhnetalsperre                       | přehradní    | 10,30       | 40,3              | 25,0      | Severní Porýní-Vestfálsko                            | Möhne (Ruhr, Rýn, Severní moře)                                                     |
| Unteruckersee                        | ledovcové    | 10,30       | 17,5              | 19,0      | Braniborsko                                          | Ucker (Štětínský záliv, Baltské moře)                                               |